# Konami Soga
Konami Soga (* 9. April 1995 in Tokio) ist eine japanische Eisschnellläuferin.

## Werdegang
Soga startete im November 2017 in Heerenveen erstmals im Weltcup und belegte dabei in der B-Gruppe die Plätze sieben und sechs je über 500 m. Zu Beginn der Saison 2018/19 erreichte sie in Obihiro mit dem zweiten Platz im Teamsprint ihre erste Podestplatzierung im Weltcup und im Teamsprint in Tomaszów Mazowiecki ihren ersten Weltcupsieg. Bei den Einzelstreckenweltmeisterschaften 2019 in Inzell holte sie die Bronzemedaille über 500 m. Die Saison beendete sie auf dem achten Platz im Gesamtweltcup über 500 m.

## Persönliche Bestzeiten
- 500 m    36,99 s (aufgestellt am 9. März 2019 in Salt Lake City)
- 1000 m    1:18,30 min (aufgestellt am 16. Februar 2019 in Inzell)
- 1500 m    2:14,32 min (aufgestellt am 13. Januar 2018 in Morioka)
- 3000 m    5:15,46 min (aufgestellt am 14. Januar 2018 in Morioka)

## Weltcupsiege im Team
| Nr. | Datum            | Ort                 | Disziplin    |
| --- | ---------------- | ------------------- | ------------ |
| 1.  | 9. Dezember 2018 | Tomaszów Mazowiecki | Teamsprint 1 |